# Луций Валерий Мессала Аполлинарий
Луций Валерий Мессала Аполлинарий (лат. Lucius Valerius Messalla Apollinaris) — римский государственный деятель первой половины III века.

## Биография
Аполлинарий происходили из рода Валериев. Его отцом, по всей видимости, был консул 196 года Луций Валерий Мессала Тразея Приск.
Луций был известным юристом, который способствовал унификации римского права при императоре Каракалле. В любом случае, написанные им эдикты были настолько значительными, что они все ещё действовали во времена императора Юстиниана I и были включены в Кодекс Юстиниана. В 214 году Мессала занимал должность ординарного консула вместе с Гаем Октавием Аппием Светрием Сабином. Считается, что он находился на посту проконсула Азии между 236 и 238 годом. Если это так, то по-видимому имели место некоторые политические обстоятельства, которые привели к столь длительному перерыву в его карьере.
Возможно, супругой Аполлинария была дочь Тиберия Клавдия Клеобула Клавдия Ацилия Присциллиана, а сыном — двукратный консул Луций Валерий Клавдий Ацилий Присциллиан Максим.